# 陳熙瓊
陳熙瓊（韓語：진희경，1968年9月7日—），韓國女演員。現任韓一長神大學戲劇電影學系專攻兼任教授。

## 演出作品

### 電視劇
- 1998年：SBS《白夜3.98》飾演 吳星心
- 2001年：MBC《戀人們》飾演  陳熙瓊
- 2003年：MBC《前屋女子》飾演  金秀美
- 2004年：MBC《熱情》飾演  石仁熙
- 2005年：MBC《悲傷戀歌》飾演 李美淑
- 2006年：MBC《朱蒙》飾演 神女汝美乙
- 2011年：KBS《波塞冬》飾演 玄海晶
- 2013年：JTBC《老大》飾演 金恩順
- 2014年：tvN《剩餘公主》飾演 洪明熙
- 2014年：JTBC《下女們》飾演 韓氏
- 2015年：tvN《Heart to Heart》飾演 黃文善
- 2015年：MBC《媽媽》飾演 姜娜美
- 2017年：KBS《三流之路》飾演 黃福熙
- 2018年：KBS《金裝律師Suits》飾演 姜荷妍
- 2019年：KBS《監獄醫生》飾演 毛怡羅
- 2020年：JTBC《天氣好的話，我會去找你》飾演 沈明珠
- 2020年：JTBC 《我們，愛過嗎 》飾演 硯祐媽媽
- 2020年：TV朝鮮《意外的家族》
- 2022年：tvN《殺人者的購物目錄》飾演 鄭明淑
- 2023年：KBS《婚禮大捷》飾演 王妃
- 2023年：MBN《完美的結婚公式》飾演 潔米

### 電影
- 1994年：《Coffee Coffee Copy》飾演 姜知秀
- 1995年：《指甲》飾演 慧蘭
- 1996年：《隔世琴緣》飾演 美丹
- 1997年：《Holiday In Seoul》飾演 腿部模特
- 1997年：《仙人掌旅館》飾演 崔賢珠
- 1998年：《Girls' Night Out》飾演 姸
- 1999年：《新裝開業》飾演 王社長夫人
- 2000年：《綜合醫院 The Movie 100天》飾演 李丞賢
- 2000年：《青春》飾演 尹廷恵
- 2000年：《雅加達》
- 2000年：《I Wish I Had A Wife》飾演 泰蘭（特別演出）
- 2001年：《Ciao》
- 2002年：《家門的栄光》飾演 元恵淑
- 2004年：《Dance With Solitude》飾演 純雅
- 2006年：《連理枝》飾演 看護師
- 2011年：《陽光姐妹淘》飾演 河春花（特別演出）

## 外部連結
- Movie Daum （页面存档备份，存于） 
- Caft Daum （页面存档备份，存于） 